# Ecphantos
Ecphantos (en grec ancien : Ἔκφαντος) a pu être considéré comme un astronome et philosophe grec pythagoricien du IVe siècle av. J.-C., natif de Syracuse pour les uns, de Crotone pour les autres : ainsi, selon le philologue du XIXe siècle August Böckh, il aurait été le disciple d’Hicétas. Or, les difficultés liées à la personnalité et à la vie d’Ecphantos sont nombreuses. Aucun biographe n'a rien trouvé à dire de lui. L’époque précise à laquelle il aurait vécu ne peut être identifiée. On se heurte à des difficultés encore plus graves avec la qualification de pythagoricien, sans pouvoir décider s’il fut un précurseur pythagoricien de l’atomisme, ou s’il a adapté au contraire l’atomisme à la pensée pythagoricienne.
En réalité, il s’agit selon toute vraisemblance du personnage, plus ou moins fictif, qui sert d'interlocuteur dans le dialogue d’Héraclide du Pont, Sur le ciel : « Rien n’est plus naturel que de supposer qu’à l’exemple de Platon dans le Timée, Héraclide aura mis son système dans la bouche d’un interlocuteur et qu’il lui aura donné le nom d’Ecphante de Syracuse [...] Le nom d’Ecphante paraît forgé pour faire supposer une révélation »,.

## Doctrine
Paul Tannery constate à juste titre que toute la doctrine cosmologique d’Ecphantos correspond en tous points à celle d’Héraclide du Pont. Pour Ecphantos, « la Terre, centre du monde, tourne sur elle-même d'Ouest en Est ». Ecphantos soutient que les principes sont les corps indivisibles et le vide ; Aétius considère qu’il est le premier à avoir dit que les monades pythagoriciennes sont corporelles. Le monde est ainsi constitué d’atomes en nombre infini, distingués par la grandeur, la forme et la puissance, et sont la matière des sensibles. Ils sont mus par un principe divin, Intellect et Âme, sorte de providence dont le monde est l’Idée. Ce monde est un et a une forme sphérique. Il place la Terre au centre du monde, et pense qu’elle tourne sur elle-même d’ouest en est. « Héraclide du Pont et Ecphantos le Pythagoricien ne donnent pas, il est vrai, à la Terre un mouvement de translation [révolution autour du Soleil, héliocentrisme]… Partant de là, j'ai commencé, moi aussi, à penser à la mobilité de la Terre ».

## Source antique
- Cicéron, Académiques, II, XXXIX, 39 et 123.